# Agave guiengola
Agave guiengola är en sparrisväxtart som beskrevs av Howard Scott Gentry. Agave guiengola ingår i släktet Agave och familjen sparrisväxter. Inga underarter finns listade i Catalogue of Life.

## Bildgalleri

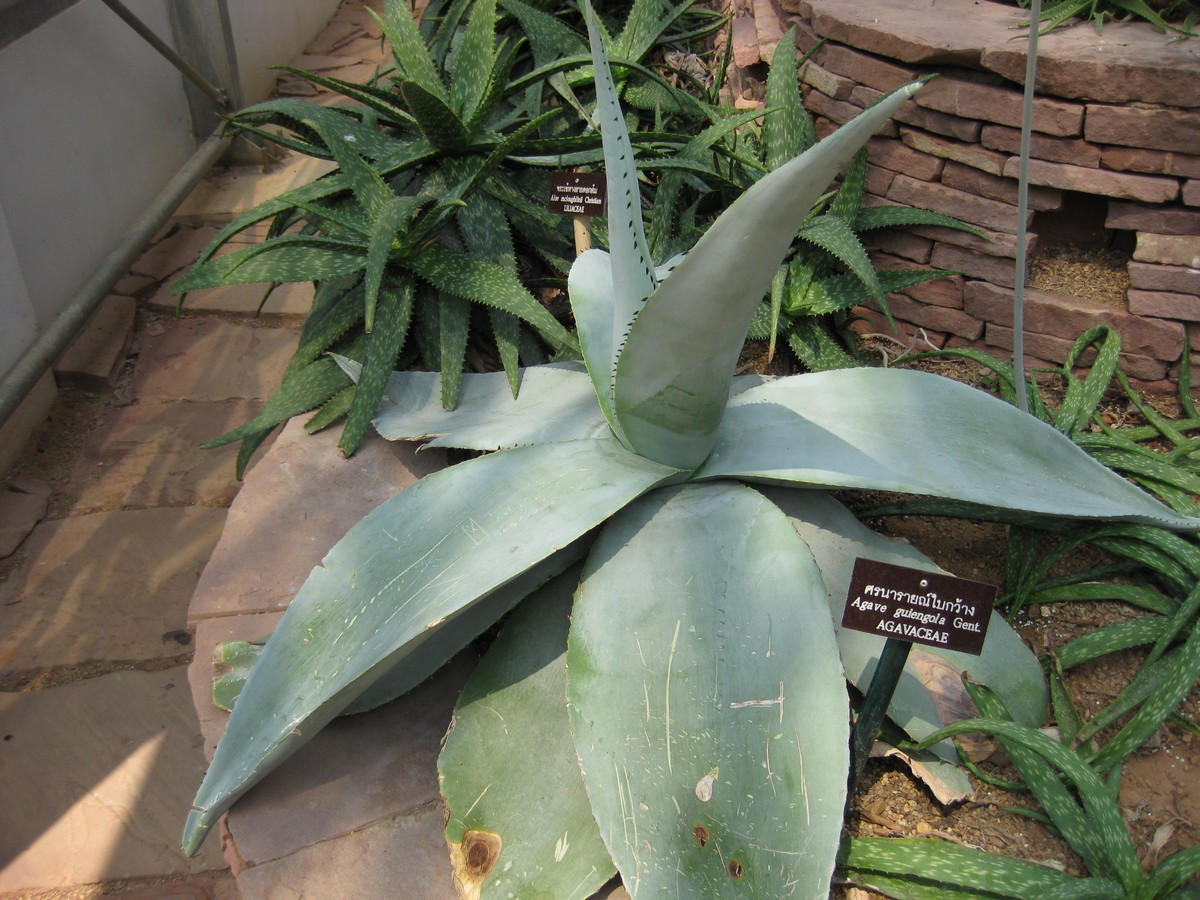
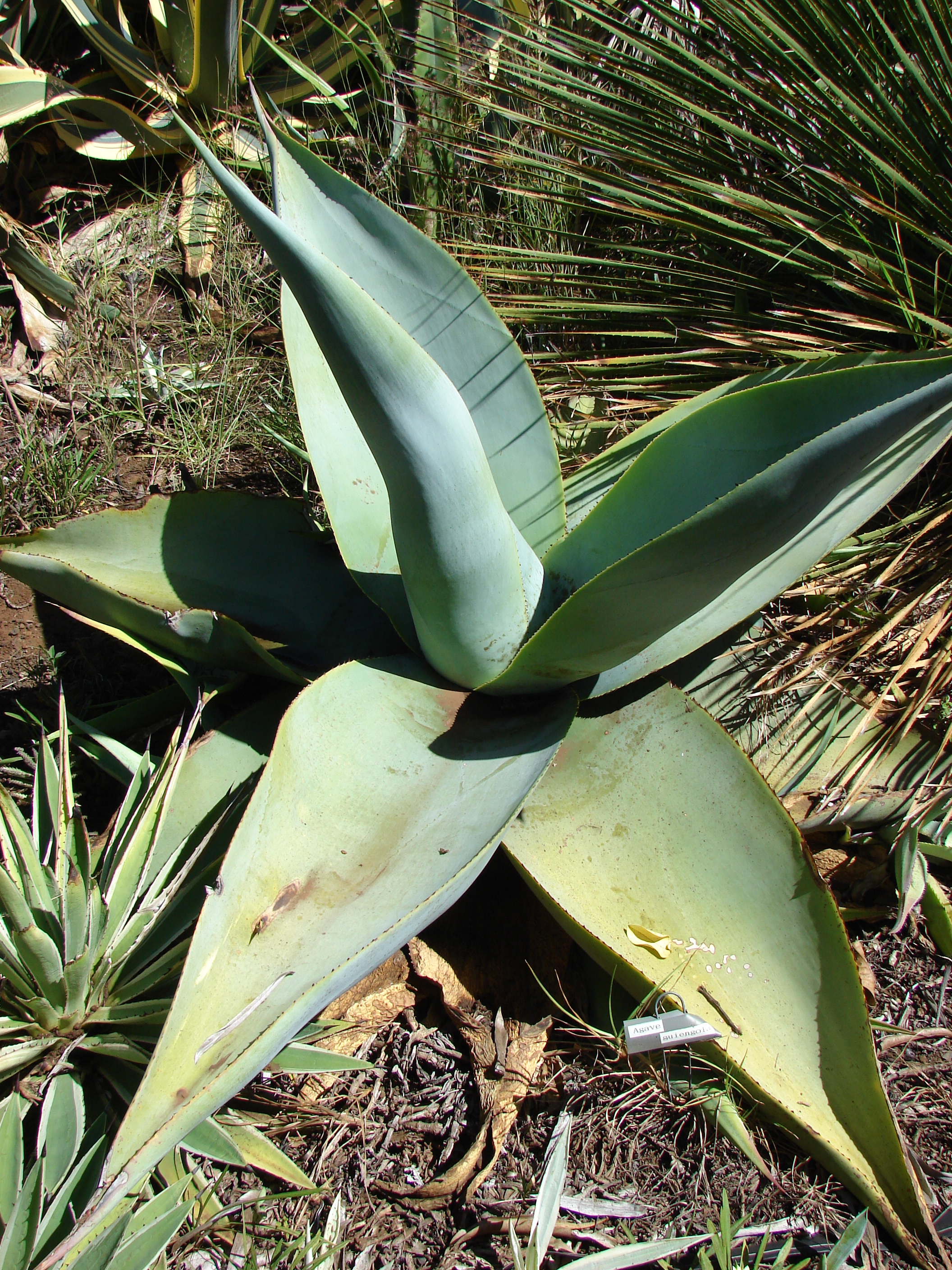
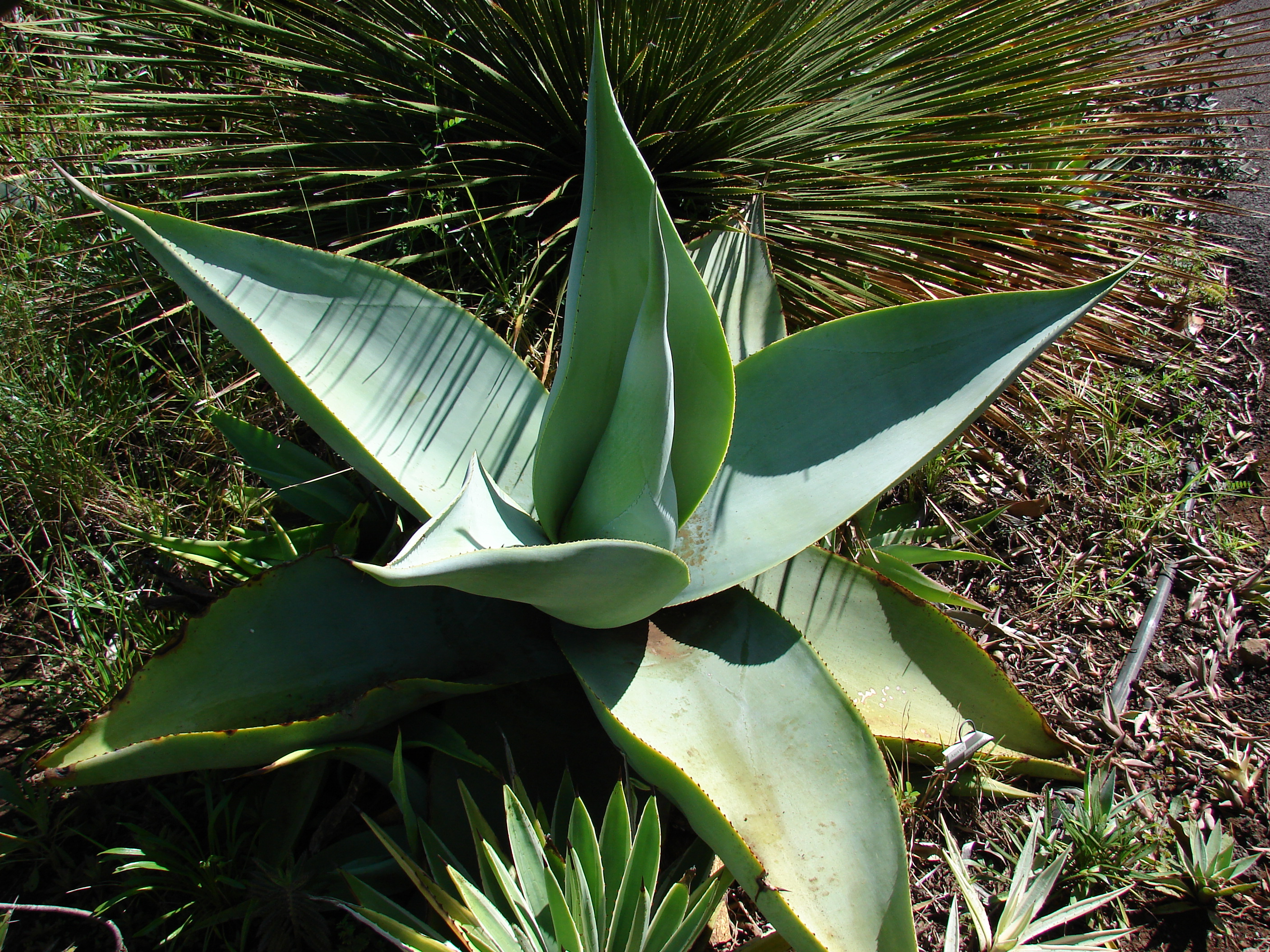